# Sven Welin
Sven Åke  Welin, född  29 maj 1902 i Hjulsjö församling, Örebro län, död 28 september 1973 i Martin Luthers församling, Halmstad, var en svensk musikdirektör.
Welin, som var son till köpman Göran Welin och Anna Larsson, avlade studentexamen i Örebro 1921, organistexamen vid Kungliga Musikhögskolan 1925, musiklärarexamen 1926 samt kantors- och kyrkosångarexamen 1934. Han var musiklärare vid Halmstads högre allmänna läroverk 1927–1939, kommunala flickskolan från 1931 och organist i S:t Nikolai församling från 1939. Han var stiftare av Halmstads kammarmusikförening 1931 och Halmstads oratoriekör 1943. Han komponerade orkesterverken Svit för stråkorkester (1942), Hallandsrapsodi (1944), Symfoni Lapplandia (1952), Rebneskaise (1958), Lapplandssvit (1962), körverken Mässa i c-moll (1942), Ett svenskt Requiem (1962) och Mässa (1963) samt fem stråkkvartetter, en pianokvartett och ett 50-tal romanser.